# Prevelis (Schiff)
Die Prevelis ist ein 1980 als Ferry Orange No 2 in Dienst gestelltes Fährschiff der griechischen ANEK Lines. Das Schiff wird seit 2009 vorwiegend auf der Strecke von Piräus nach Kreta und Rhodos eingesetzt.

## Geschichte
Die Ferry Orange No 2 wurde unter der Baunummer 396 bei Imabari Zōsen in Imabari gebaut, lief am 9. November 1980 vom Stapel und wurde im Dezember 1980 an die Shikoku Kaihatsu Ferry K.K. mit Sitz in Tokio abgeliefert. Am 27. Dezember 1980 erfolgte die Indienststellung des Schiffes im Fährdienst zwischen Tokio und Osaka.
Im Juli 1994 wurde die Ferry Orange No 2 an die Rethymniaki Naftiliaki Touristiki A.E. verkauft und bei Arminio Lozzi in Perama für den Fährdienst im Mittelmeer umgebaut. Im August 1994 wurde das Schiff unter dem Namen Preveli von Cretan Ferries zwischen Piräus und Rethymnon in Dienst gestellt.
2000 ging die Preveli zuerst an die Dane Sea Lines, dann als Prevelis an die ANEK Lines, für die sie fortan von Piräus aus nach Rethymnon, Dodekanes und Heraklion eingesetzt wurde. Seit April 2001 war das Schiff ausschließlich zwischen Piräus und Rethymnon im Einsatz.
Vom 24. bis 29. Oktober 2003 wurde die Prevelis für eine einzelne Kreuzfahrt von Kreta nach Katakolo, Zakinthos, Kerkira, Kefalonia und Kalamata genutzt. Anschließend kehrte sie in den normalen Liniendienst zurück.
Im April 2006 wechselte das Schiff auf die Strecke von Piräus nach Chania. Zwischen April und September 2008 wurde es außerdem für die Strecke von Piräus über Paros nach Naxos, Ios, Santorin und Syros genutzt.
Seit der Insolvenz der Reederei GA Ferries im Jahr 2009 bedient die Prevelis ganzjährig die Strecke Piräus – Kreta – Rhodos, wobei unterwegs Milos, Santorin, Anafi, Kasos, Karpathos und Chalki angelaufen werden.